# Дискографија Ејкона
Дискографија америчког певача, репера и продуцента сенегалског порекла Ејкона састоји се од три студијска албума. четири микстејпа, што седам синглова (укључујући седамдесет и девет њих као главни извођач), четири промотивна синга и деведесет и два музичка спота.
Уговор са музичком корпорацијом Јуниверсал мјузик груп потписао је 2004. године, а исте године у јуну објавио свој деби албум под називом Trouble. Два сингла са албума — Locked Up и Lonely нашла су се у првих десет песама на америчкој листи Billboard Hot 100, као и на другим листама широм света, а добили су платинумски сертификат од стране Америчког удружења дискографских кућа. На албуму Trouble нашле су се и песме Gunshot (Fiesta Riddim), Ghetto, "Belly Dancer (Bananza) и Pot of Gold. Албум је добио платинамски сертификат од стране Америчког удружења дискографских кућа и од British Phonographic Industry из Велике Британије, где је био на првом месту листе музичких албума.
Услед популарности, Ејкон је успоставио сарадњу са великим бројем музичара и појавио се као гостујући музичар на песмама других. Године 2005. појавио се на синглу Baby I'm Back који је радио Baby Bash и са Young Jeezyem на песми Soul Survivor, која се нашла на четвртом месту листе Billboard Hot 100. Његов други студијски албум Konvicted, објављен је 14. новембра 2006. године, а постигао је велики комерцијални успех. Албум се нашао на другом месту листе Billboard 200 и међу првих десет албума на другим међународним листама. Konvicted је добио троструки платинасти сертификат од стране Америчког удружења дискографских кућа. Синглови Smack That, I Wanna Love You и Don't Matter постигли су велики комерцијалних успеха широм света, а прва два нашли су се на листи Billboard Hot 100 и на врховима новозеландских и британских листа синглова.
Ејкон је уједно гостовао на многим песмама, нарочито током 2007. и 2008. године, на песми The Sweet Escape, певачице Гвен Стефани, а песма је била друга на листама у Аустралији, Новом Зеланду и Великој Британији, као и у Сједињеним Државама. Као гостујући музичар појавио се и на песмама I Tried од музичара Bone Thugs-n-Harmony, Bartender од T-Paina, Sweetest Girl (Dollar Bill) од Wyclef Jean и Dangerous од Kardinal Offishall, као и на многим другим.
Трећи албум Ејкона под називом Freedom изашао је 2. децембра 2008. године. Први сингл са албума под називом Right Now доспео је до осме позиције на Hot 100, а друга два сингла I'm So Paid и Beautiful нашли су се у четрдесет најбољих песама на листама широм света. Од 2011. године Ејкон је објављивао велики број синглова, нарочито током 2015. и 2016. године, али ниједан није доспео на листу Hot 100.

## Албуми

### Студијски албуми
| Назив     | Детаљи | Позиције | Позиције | Позиције | Позиције | Позиције | Позиције | Позиције | Позиције | Позиције | Позиције | Број продавних примерака | Сертификати |
| Назив     | Детаљи | САД      | САД R&B  | АУС      | КАН      | НЕМ      | ИР       | НЗ       | ШВЕ      | ШВА      | УК       | Број продавних примерака | Сертификати |
| --------- | --- | -------- | -------- | -------- | -------- | -------- | -------- | -------- | -------- | -------- | -------- | ------------------------ | --- |
| Trouble   | - Датум објављивања: 29. јун 2004.(САД) - Издавачка кућа: UpFront Records, SRC Records, Universal Records - Formats: винил, ЦД, вируелно преузимање | 18       | 3        | 12       | —        | 24       | 3        | 2        | 49       | 31       | 1        | - САД: 1,600,000         | - Америчко удружење дискографских кућа: Платина - Аустралијско удружење дискографских кућа: Златно - BPI: Платина - MC: Златно - RMNZ: 2× Платина                                           |
| Konvicted | - Датум објављивања: 14. новембар 2006. (САД) - Издавачка кућа: Konvict Muzik, UpFront, SRC, Universal Motown - Formats: LP, CD, digital download   | 2        | 2        | 16       | 4        | 75       | 10       | 1        | 41       | 23       | 16       | - САД: 3,000,000         | - Америчко удружење дискографских кућа: 3× Платина - Аустралијско удружење дискографских кућа:Платина - BPI: Платина - IFPI ШВЕ: Златно - IRMA: Платина - MC: 2× Платина - RMNZ: 2× Платина |
| Freedom   | - Датум објављивања: 2. децембар 2008. (САД) - Издавачка кућа: Konvict, SRC, Universal Motown - Формат: винил, дигитално преузмање, цд              | 7        | 3        | 20       | 4        | 82       | 10       | 29       | —        | 22       | 6        | - САД: 770,000           | - Аустралијско удружење дискографских кућа: Платина - BPI: Платина - GCC: 2× Платина - MC: Платина                                                                                          |

### Микстејпови
| Назив                    | Детаљи |
| ------------------------ | --- |
| Illegal Alien, Vol. 1    | - Датум објављивања: 2005 (САД) - Издавачка кућа: UpFront, Konvict - Формат: винил, дигитално преузмање, цд               |
| The Freedom (DJ Noodles) | - Датум објављивања: 6. новембар 2008. (САД) - Издавачка кућа: Konvict, UpFront, SRC - Формат: винил, дигитално преузмање |
| The Koncrete             | - Датум објављивања: 14. април 2012. (САД) - Издавачка кућа: Konvict - Формат: тејп, дигитално преузмање                  |
| Konkrete Jungle          | - Датум објављивања: 29. јун 2012. (САД) - Издавачка кућа: Konvict - Формат: винил, дигитално преузмање, тејп             |

## Синлгови

### Као главни извођач
| Назив                                             | Година | Позиција | Позиција | Позиција | Позиција | Позиција | Позиција | Позиција | Позиција | Позиција | Позиција | Сертификати | Албум                    |
| Назив                                             | Година | САД      | САД R&B  | АУС      | КАН      | НЕМ      | ИР       | НЗ       | ШВЕ      | ШВА      | УК       | Сертификати | Албум                    |
| ------------------------------------------------- | ------ | -------- | -------- | -------- | -------- | -------- | -------- | -------- | -------- | -------- | -------- | --- | ------------------------ |
| "Locked Up"                                       | 2004   | 8        | 6        | 33       | —        | 15       | 10       | —        | —        | 19       | 5        | - Америчко удружење дискографских кућа: Златно - BPI: Сребрно | Trouble                  |
| "Ghetto"                                          | 2004   | 92       | 53       | —        | —        | —        | —        | —        | —        | —        | —        | | Trouble                  |
| "Lonely"                                          | 2005   | 4        | 57       | 1        | —        | 1        | 1        | 1        | 2        | 1        | 1        | - Америчко удружење дискографских кућа: 2× Платина - Аустралијско удружење дискографских кућа: 2× Платина - BPI: Златно - BVMI: Златно - IFPI ШВА: Златно - RMNZ: Златно                    | Trouble                  |
| "Belly Dancer (Bananza)"                          | 2005   | 30       | —        | 23       | —        | 32       | 11       | 12       | —        | 40       | 5        | - Америчко удружење дискографских кућа: Златно | Trouble                  |
| "Pot of Gold"                                     | 2005   | —        | —        | —        | —        | 95       | 33       | —        | —        | —        | 77       | | Trouble                  |
| "Smack That" (са Еминемом)                        | 2006   | 2        | 34       | 2        | 1        | 5        | 1        | 1        | 3        | 3        | 1        | - Америчко удружење дискографских кућа: 3× Платина - Аустралијско удружење дискографских кућа: 3× Платина - BPI: Платина - BVMI: Златно - RMNZ: Платина - MC: 8× Платина - FPI ШВЕ: Платина | Konvicted                |
| "I Wanna Love You" (Снуп Дог)                     | 2006   | 1        | 3        | 6        | 3        | 14       | 2        | 2        | 17       | 16       | 3        | - Америчко удружење дискографских кућа: 3× Платина - Аустралијско удружење дискографских кућа: 2× Платина - BPI: Сребрно - RMNZ: Платина - ABPD: Платина                                    | Konvicted                |
| "Don't Matter"                                    | 2007   | 1        | 5        | 9        | 4        | 29       | 1        | 1        | 23       | 19       | 3        | - Америчко удружење дискографских кућа: 3× Платина - BPI: Сребрно - RMNZ: Платина | Konvicted                |
| "Mama Africa"                                     | 2007   | —        | —        | —        | —        | —        | —        | —        | —        | —        | 47       | | Konvicted                |
| "Sorry, Blame It on Me"                           | 2007   | 7        | —        | 27       | 17       | —        | 9        | 2        | 6        | 46       | 22       | - Америчко удружење дискографских кућа: Платина - RMNZ: Златно | Konvicted                |
| "Never Took the Time"                             | 2007   | —        | —        | —        | —        | —        | —        | —        | —        | —        | —        | | Konvicted                |
| "Wanna Be Startin' Somethin' 2008" (Мајкл Џексон) | 2008   | 81       | —        | 8        | 33       | 63       | —        | 4        | 3        | —        | 57       | - Аустралијско удружење дискографских кућа: Златно | Thriller 25              |
| "I Can't Wait" (T-Pain)                           | 2008   | —        | —        | —        | —        | —        | —        | —        | —        | —        | 116      | | Konvicted                |
| "Right Now (Na Na Na)"                            | 2008   | 8        | 73       | 17       | 7        | 44       | 18       | 5        | 48       | 15       | 6        | - Америчко удружење дискографских кућа: 2× Платина - Аустралијско удружење дискографских кућа: Златно - BPI: Златно - RMNZ: Златно                                                          | Freedom                  |
| "I'm So Paid" (Лил Вејн и Young Jeezy)            | 2008   | 31       | 47       | —        | 41       | —        | —        | —        | 21       | —        | 59       | - Америчко удружење дискографских кућа: Платина | Freedom                  |
| "Beautiful" (Colby O'Donis и Kardinal Offishall)  | 2009   | 19       | 61       | 14       | 16       | 34       | 13       | 13       | 28       | 34       | 8        | - Америчко удружење дискографских кућа: 2× Платина - Аустралијско удружење дискографских кућа: Платина - BPI: Златно - RMNZ: Златно                                                         | Freedom                  |
| "We Don't Care"                                   | 2009   | —        | —        | 91       | —        | —        | —        | —        | —        | —        | 61       | | Freedom                  |
| "Oh Africa" (Keri Hilson)                         | 2010   | —        | —        | —        | —        | —        | —        | —        | —        | 52       | 56       | | Listen Up!               |
| "Angel"                                           | 2010   | 56       | —        | 57       | 23       | —        | —        | 20       | 23       | —        | —        | - Америчко удружење дискографских кућа: Златно - IFPI ШВЕ: Златно | Није ни на једном албуму |
| "Hold My Hand" (Мајкл Џексон)                     | 2010   | 39       | 33       | 37       | 16       | 7        | 21       | 6        | 8        | 9        | 10       | - Америчко удружење дискографских кућа: Златно - RMNZ: Златно | Michael                  |
| "So Blue"                                         | 2013   | —        | —        | 77       | —        | —        | —        | —        | —        | —        | —        | | Није ни на једном албуму |
| "Stick Around" (Matoma)                           | 2015   | —        | —        | —        | —        | —        | —        | —        | —        | —        | —        | | Hakuna Matoma            |
| "Want Some" (DJ Chose)                            | 2015   | —        | —        | —        | —        | —        | —        | —        | —        | —        | —        | | Није ни на једном албуму |
| "Hypnotized"                                      | 2016   | —        | —        | —        | —        | —        | —        | —        | —        | —        | —        | | Није ни на једном албуму |
| "Good Girls Lie"                                  | 2016   | —        | —        | —        | —        | —        | —        | —        | —        | —        | —        | | Није ни на једном албуму |

### Дуети
| Назив                                                                                                  | Година | Позиција | Позиција | Позиција | Позиција | Позиција | Позиција | Позиција | Позиција | Позиција | Позиција | Сертификат | Албум                                     |
| Назив                                                                                                  | Година | САД      | САД R&B  | АУС      | КАН      | ФРА      | НЕМ      | ИР       | НЗ       | ШВА      | УК       | Сертификат | Албум                                     |
| --- | ------ | -------- | -------- | -------- | -------- | -------- | -------- | -------- | -------- | -------- | -------- | --- | ----------------------------------------- |
| "Find Us" (The Beatnuts и Ејкон)                                                                       | 2004   | —        | —        | —        | —        | —        | —        | —        | —        | —        | 92       | | Milk Me                                   |
| "Keep on Calling" (P-Money и Ејкон)                                                                    | 2005   | —        | —        | —        | —        | —        | —        | —        | 23       | —        | —        | | Magic City                                |
| "Baby I'm Back" (Baby Bash и Ејкон)                                                                    | 2005   | 19       | 52       | —        | —        | —        | —        | —        | —        | —        | —        | - Америчко удружење дискографских кућа: Златно | Super Saucy                               |
| "Soul Survivor" (Young Jeezy и Ејкон)                                                                  | 2005   | 4        | 1        | —        | —        | —        | 74       | 32       | —        | —        | 16       | - Америчко удружење дискографских кућа: Платина | Let's Get It: Thug Motivation 101         |
| "Moonshine" (Savage и Ејкон)                                                                           | 2005   | —        | —        | 9        | —        | —        | —        | —        | 1        | —        | —        | - Аустралијско удружење дискографских кућа: Златно - RMNZ: Платина | Moonshine                                 |
| "I Am Not My Hair" (Konvict Remix) (India.Arie и Ејкон)                                                | 2006   | —        | —        | —        | —        | —        | —        | —        | —        | —        | —        | | Није ни на једном албуму                  |
| "Girls" (Beenie Man и Ејкон)                                                                           | 2006   | —        | —        | —        | —        | —        | —        | —        | 38       | —        | 47       | | Undisputed                                |
| "Snitch" (Obie Trice и Ејкон)                                                                          | 2006   | —        | —        | 39       | —        | 58       | —        | 44       | —        | —        | 44       | | Second Round's on Me                      |
| "Can You Believe It" (Styles P и Ејкон)                                                                | 2006   | —        | 31       | —        | —        | —        | —        | —        | —        | —        | —        | | Time Is Money                             |
| "The Sweet Escape" (Гвен Стефани и Ејкон)                                                              | 2006   | 2        | —        | 2        | 2        | 4        | 6        | 4        | 1        | 10       | 2        | - Аустралијско удружење дискографских кућа: 2×Платина - BPI: Златно - BVMI: Златно - RMNZ: Златно | The Sweet Escape                          |
| "Survivor" (40 Cal. и Ејкон)                                                                           | 2007   | —        | —        | —        | —        | —        | —        | —        | —        | —        | —        | | Broken Safety                             |
| "I Tried" (Bone Thugs-n-Harmony и Ејкон)                                                               | 2007   | 6        | 45       | —        | 45       | —        | —        | —        | 4        | —        | 69       | - Америчко удружење дискографских кућа: Платина - RMNZ: Златно | Strength & Loyalty                        |
| "We Takin' Over" (DJ Khaled, Ејкон, T.I., Рик Рос, Fat Joe, Birdman и Лил Вејн)                        | 2007   | 28       | 26       | —        | 92       | —        | —        | —        | —        | —        | —        | - Америчко удружење дискографских кућа: Платина - MC: Златно | We the Best                               |
| "The Way She Moves" (Zion и Ејкон)                                                                     | 2007   | —        | —        | —        | —        | —        | —        | —        | —        | —        | —        | | The Perfect Melody                        |
| "Boss' Life" (Нејт Дог и Ејкон)                                                                        | 2007   | —        | 65       | —        | —        | —        | —        | —        | —        | —        | —        | | Tha Blue Carpet Treatment                 |
| "Bartender" (T-Pain и Ејкон)                                                                           | 2007   | 5        | 9        | —        | 46       | —        | —        | —        | 1        | —        | 104      | - Америчко удружење дискографских кућа: Платина - RMNZ: Платина | Epiphany                                  |
| "9mm" (David Banner, Ејкон, Лил Вејн и Снуп Дог)                                                       | 2007   | —        | 66       | —        | —        | —        | —        | —        | —        | —        | —        | | The Greatest Story Ever Told              |
| "Get Buck in Here" (DJ Felli Fel], Diddy, Ејкон, Лудакрис и Lil Jon)                                   | 2007   | 41       | 72       | —        | 58       | —        | —        | —        | —        | —        | —        | - Америчко удружење дискографских кућа: Златно | Није ни на једном албуму                  |
| "Sweetest Girl (Dollar Bill)" (Wyclef Jean, Ејконм, Лил Вејн и Niia)                                   | 2007   | 12       | —        | 28       | 14       | —        | 30       | —        | 8        | 51       | 66       | - Америчко удружење дискографских кућа: Платина - MC: Златно - RMNZ: Златно | Carnival Vol. II: Memoirs of an Immigrant |
| "Hypnotized" (Plies и Ејкон)                                                                           | 2007   | 14       | 22       | —        | 77       | —        | —        | —        | 4        | —        | 66       | - Америчко удружење дискографских кућа: Златно - RMNZ: Златно | The Real Testament                        |
| "Certified" (Glasses Malone и Ејкон)                                                                   | 2007   | —        | 85       | —        | —        | —        | —        | —        | —        | —        | —        | | Beach Cruiser                             |
| "I'll Still Kill" (Фифти Сент и Ејкон)                                                                 | 2007   | 95       | 52       | 99       | —        | —        | —        | —        | 14       | —        | —        | | Curtis                                    |
| "Graveyard Shift" (Kardinal Offishall и Ејкон)                                                         | 2007   | —        | —        | —        | —        | —        | —        | —        | —        | —        | —        | | Није ни на једном албуму                  |
| "What You Got" (Colby O'Donis и Ејкон)                                                                 | 2008   | 14       | 84       | —        | 29       | —        | —        | —        | —        | —        | —        | | Colby O                                   |
| "On My Trail" (L.A. и Ејкон)                                                                           | 2008   | —        | —        | —        | —        | —        | —        | —        | —        | —        | —        | | Worldwide                                 |
| "Dangerous" (Kardinal Offishall и Ејкон)                                                               | 2008   | 5        | 50       | 42       | 2        | 8        | 18       | 40       | 42       | 44       | 16       | - BPI: Сребрно - MC: 3× Платина | Not 4 Sale                                |
| "Frozen" (Tami Chynn и Ејкон)                                                                          | 2008   | —        | —        | —        | —        | —        | —        | —        | —        | —        | —        | | Није ни на једном албуму                  |
| "Get Low Wit It" (Romeo и Ејкон)                                                                       | 2008   | —        | —        | —        | —        | —        | —        | —        | —        | —        | —        | | Get Low LP                                |
| "That's Right" (Three 6 Mafia и Ејкон)                                                                 | 2008   | —        | 97       | —        | —        | —        | —        | —        | —        | —        | —        | | Last 2 Walk                               |
| "Out Here Grindin" (DJ Khaled, Ејкон, Рик Рос, Young Jeezy, Lil Boosie, Trick Daddy, Ace Hood и Plies) | 2008   | 38       | 32       | —        | 71       | —        | —        | —        | —        | —        | —        | - Америчко удружење дискографских кућа: Златно - MC: Златно | We Global                                 |
| "Wake It Up" (E-40 и Ејкон)                                                                            | 2008   | —        | 84       | —        | —        | —        | —        | —        | —        | —        | —        | | The Ball Street Journal                   |
| "Body on Me" (Нели, Ејкон и Ashanti)                                                                   | 2008   | 42       | 69       | 32       | 57       | —        | —        | 12       | 19       | —        | 17       | | Brass Knuckles                            |
| "Dream Big" (Crooked I и Ејкон)                                                                        | 2008   | —        | —        | —        | —        | —        | —        | —        | —        | —        | —        | | Није ни на једном албуму                  |
| "What's Love" (Shaggy и Ејкон)                                                                         | 2008   | —        | —        | —        | —        | —        | 52       | —        | —        | —        | —        | | Intoxication                              |
| "Silver & Gold" (Sway и Ејкон)                                                                         | 2009   | —        | —        | —        | —        | —        | —        | —        | —        | —        | 61       | | The Signature LP                          |
| "Dreamgirl" (Tay Dizm и Ејкон)                                                                         | 2009   | —        | —        | —        | —        | —        | —        | —        | —        | —        | —        | | Welcome to the New World                  |
| "Day Dreaming" (DJ Drama, Ејкон, Снуп Дог и T.I.)                                                      | 2009   | —        | 88       | —        | —        | —        | —        | —        | 33       | —        | —        | | Gangsta Grillz: The Album (Vol. 2)        |
| "One" (Fat Joe и Ејкон)                                                                                | 2009   | —        | 74       | —        | —        | —        | —        | —        | —        | —        | —        | | Jealous Ones Still Envy 2 (J.O.S.E. 2)    |
| ѕJust Go" (Lionel Richie и Ејкон)                                                                      | 2009   | —        | —        | —        | —        | —        | —        | —        | —        | 75       | 52       | | Just Go                                   |
| "Stuck with Each Other" (Shontelle и Ејкон)                                                            | 2009   | —        | —        | —        | —        | —        | —        | 46       | —        | —        | 23       | | Shontelligence                            |
| "Blood Into Gold" (Peter Buffett и Ејкон)                                                              | 2009   | —        | —        | —        | —        | —        | —        | —        | —        | —        | —        | | Running Blind                             |
| "All Up 2 You" (Aventura, Ејкон и Wisin & Yandel)                                                      | 2009   | —        | —        | —        | —        | —        | —        | —        | —        | —        | —        | | The Last                                  |
| "Overtim" (Ace Hood, Ејкон и T-Pain)                                                                   | 2009   | —        | 70       | —        | —        | —        | —        | —        | —        | —        | —        | | Ruthless                                  |
| "Yalli Naseeni" (Melissa и Ејкон)                                                                      | 2009   | —        | —        | —        | —        | —        | —        | —        | —        | —        | —        | | Није ни на једном албуму                  |
| "On Top" (Twista и Ејкон)                                                                              | 2009   | —        | —        | —        | —        | —        | —        | —        | —        | —        | —        | | Category F5                               |
| "Sexy Bitch" (Дејвид Гета и Ејкон)                                                                     | 2009   | 5        | —        | 1        | 1        | 2        | 1        | 2        | 1        | 2        | 1        | - Америчко удружење дискографских кућа: 3× Платина - Аустралијско удружење дискографских кућа: 5× Платина - BPI: Платина - BVMI: Платина - IFPI SWI: 4× Платина - MC: Златно - RMNZ: 2× Платина - SNEP: Дијамантско | One Love                                  |
| "Let's Get Crazy" (Cassie и Ејкон)                                                                     | 2009   | —        | —        | —        | —        | —        | —        | —        | —        | —        | —        | | Није ни на једном албуму                  |
| "Le sang des innocents" (Pamela Lajoie и Ејкон)                                                        | 2009   | —        | —        | —        | —        | —        | —        | —        | —        | —        | —        | | Није ни на једном албуму                  |
| "Shut It Down" ([Pitbull и Ејкон)                                                                      | 2009   | 42       | —        | 18       | 23       | —        | 30       | 30       | 25       | 41       | 33       | - Аустралијско удружење дискографских кућа: Златно - MC: Платина | Rebelution                                |
| "Change Me" (Keri Hilson и Ејкон)                                                                      | 2009   | —        | —        | —        | —        | —        | —        | —        | —        | —        | —        | | In a Perfect World...                     |
| "Hold on Tight" (Џеј-Зи, Ејкон, Qwes, Akon и Tariq L)                                                  | 2009   | —        | —        | —        | —        | —        | —        | —        | —        | —        | —        | | Није ни на једном албуму                  |
| "Celebration" ([[Мадона] и Ејкон)                                                                      | 2009   | —        | —        | —        | —        | —        | —        | —        | —        | —        | —        | | Није ни на једном албуму                  |
| "Available" (Flo Rida и Ејкон)                                                                         | 2009   | —        | —        | —        | 89       | —        | —        | —        | —        | —        | —        | | R.O.O.T.S.                                |
| "Angel Eyes" (Play-N-Skillz и Ејкон)                                                                   | 2009   | —        | —        | —        | —        | —        | —        | —        | —        | —        | —        | | Није ни на једном албуму                  |
| "We Are the World 25 for Haiti"                                                                        | 2010   | 2        | —        | 18       | 7        | —        | —        | 9        | 8        | —        | 50       | | Није ни на једном албуму                  |
| "Strawberry Letter 23" (Quincy Jones и Ејкон)                                                          | 2010   | —        | —        | —        | —        | —        | —        | —        | —        | —        | —        | | Q: Soul Bossa Nostra                      |
| "Body Bounce" (Kardinal Offishall и Ејкон)                                                             | 2010   | —        | —        | —        | 16       | —        | —        | —        | —        | —        | —        | - MC: Златно | Mr. International                         |
| "Push Push" (Kat DeLunаи Ејкон)                                                                        | 2010   | —        | —        | —        | 84       | 9        | —        | —        | —        | —        | —        | | Inside Out                                |
| "Better Than Her" (Matisse и Ејкон)                                                                    | 2010   | —        | —        | —        | —        | —        | —        | —        | —        | —        | —        | | Није ни на једном албуму                  |
| "Move That Body" (Нели, T-Pain и Ејкон)                                                                | 2010   | 54       | —        | 29       | —        | —        | —        | —        | —        | —        | 71       | | 5.0                                       |
| "Kush" (Др. Дре, Снуп Дог и Ејкон)                                                                     | 2010   | 34       | 43       | 81       | 33       | 46       | —        | —        | —        | 59       | 57       | | Није ни на једном албуму                  |
| "Dirty Situation" (Mohombi и Ејкон)                                                                    | 2010   | —        | —        | —        | —        | 28       | —        | —        | —        | —        | —        | | MoveMeant                                 |
| "I Just Had Sex" (The Lonely Island и Ејкон)                                                           | 2010   | 30       | —        | 10       | 13       | —        | —        | 44       | 30       | —        | 68       | - Америчко удружење дискографских кућа: Платина - Аустралијско удружење дискографских кућа: Платина | Turtleneck & Chain                        |
| "Who Dat Girl" (Flo Rida и Ејкон)                                                                      | 2011   | 29       | 65       | 10       | 16       | —        | —        | —        | —        | —        | 64       | - Аустралијско удружење дискографских кућа: Платина - MC: Платина | Only One Flo (Part 1)                     |
| "Club Certified" (Kylian Mash, Glasses Malone и Ејкон)                                                 | 2011   | —        | —        | —        | —        | —        | —        | —        | —        | —        | —        | | Није ни на једном албуму                  |
| "Boomerang" (DJ Felli Fel, Ејкон, Питбул и Jermaine Dupri)                                             | 2011   | —        | —        | —        | —        | —        | —        | —        | —        | —        | —        | | Није ни на једном албуму                  |
| "Lock Down" (Ya Boy и Ејкон)                                                                           | 2011   | —        | —        | —        | —        | —        | —        | —        | —        | —        | —        | | Није ни на једном албуму                  |
| "Famous" (Nick Cannon и Ејкон)                                                                         | 2011   | —        | —        | —        | —        | —        | —        | —        | —        | —        | —        | | White People Party Music                  |
| "Freaky" (Mook, Ејкон, Jadakiss]] и Shella)                                                            | 2011   | —        | —        | —        | —        | —        | —        | —        | —        | —        | —        | | Ruff Ryders: Past, Present, Future        |
| "Last Man Standing" (Asher Roth и Ејкон)                                                               | 2011   | —        | —        | —        | —        | —        | —        | —        | —        | —        | —        | | Madden NFL 12                             |
| "I'm Day Dreaming" (Redd, Ејкон и Снуп Дог)                                                            | 2011   | —        | —        | —        | —        | —        | 53       | —        | —        | 29       | 71       | | Није ни на једном албуму                  |
| "Chop My Money" (P-Square, Ејкон и May D)                                                              | 2012   | —        | —        | —        | —        | —        | —        | —        | —        | —        | —        | | The Invasion                              |
| "Like Money" (Wonder Girls и Ејконn)                                                                   | 2012   | —        | —        | —        | —        | —        | —        | —        | —        | —        | —        | | Wonder Best                               |
| "Play Hard" (Дејвид Гета, Ne-Yo и Ејкон)                                                               | 2013   | 64       | —        | 16       | 34       | 7        | 8        | 8        | 11       | 3        | 6        | - Аустралијско удружење дискографских кућа: Платина - BPI: Платина - BVMI: Платина - IFPI ШВЕ: Златно - RMNZ: Златно - SNEP: Златно                                                                                 | Nothing but the Beat 2.0                  |
| "Paradise" (Just Ivy и Ејкон)                                                                          | 2013   | —        | —        | —        | —        | —        | —        | —        | —        | —        | —        | | Није ни на једном албуму                  |
| "One In the Chamber" (Salaam Remi и Ејкон)                                                             | 2013   | —        | —        | —        | —        | —        | —        | —        | —        | —        | —        | | ONE: In the Chamber                       |
| "No One Can Replace You" (Purple Aura, Chris Willis и Ејкон)                                           | 2013   | —        | —        | —        | —        | —        | —        | —        | —        | —        | —        | | Није ни на једном албуму                  |
| "Electricity & Drums (Bad Boy)" (Dave Audé, Ејкон и Luciana Caporaso)                                  | 2013   | —        | —        | —        | —        | —        | —        | —        | —        | —        | —        | | Није ни на једном албуму                  |
| "Dream Warriors" (Harlee и Ејкон)                                                                      | 2014   | —        | —        | —        | —        | —        | —        | —        | —        | —        | —        | | Није ни на једном албуму                  |
| "Interstellar" (Gue Pequeno и Ејкон)                                                                   | 2015   | —        | —        | —        | —        | —        | —        | —        | —        | —        | —        | - FIMI: Златно | Vero                                      |
| "Holiday" (DJ Antoinen и Ејкон)                                                                        | 2015   | —        | —        | —        | —        | 120      | 18       | —        | —        | 8        | —        | - BVMI: Златно | Provocateur                               |
| "Act Like You Know" (E.G.O. и Ејкон)                                                                   | 2015   | —        | —        | —        | —        | —        | —        | —        | —        | —        | —        | | Maximum Pressure                          |
| "Heatwave" (Робин Шулц и Ејкон)                                                                        | 2016   | —        | —        | —        | —        | —        | 30       | —        | —        | —        | —        | - BVMI: Златно | Sugar                                     |
| "I Am Somebody" (DJ Greg Street, Ејкон, B.o.B и Big K.R.I.T.)                                          | 2016   | —        | —        | —        | —        | —        | —        | —        | —        | —        | —        | | Није ни на једном албуму                  |
| "Oh La La La" (Carolina Marquez, Ејкон и J Rand)                                                       | 2016   | —        | —        | —        | —        | —        | —        | —        | —        | —        | —        | | Није ни на једном албуму                  |
| "Tell Me We're Ok" (DJ Hardwerk и Ејкон)                                                               | 2016   | —        | —        | —        | —        | —        | —        | —        | —        | —        | —        | | Није ни на једном албуму                  |
| "YES" (Sam Feldt и Ејкон)                                                                              | 2017   | —        | —        | —        | —        | —        | —        | —        | —        | —        | —        | | Није ни на једном албуму                  |
| "Til the Sun Rise Up" (Боб Синклер и Ејкон)                                                            | 2017   | —        | —        | —        | —        | 139      | —        | —        | —        | —        | —        | | Није ни на једном албуму                  |

### Промотивни синглови
| Назив                                                            | Година | Позиција | Позиција | Позиција | Албум                    |
| Назив                                                            | Година | САД      | САД R&B  | КАН      | Албум                    |
| ---------------------------------------------------------------- | ------ | -------- | -------- | -------- | ------------------------ |
| "Holla Holla" (T-Pain)                                           | 2008   | —        | —        | —        | Freedom                  |
| "Troublemaker" (Sweet Rush)                                      | 2008   | 97       | —        | 65       | Freedom                  |
| "Be with You"                                                    | 2009   | —        | —        | —        | Freedom                  |
| "Don't Dull" (ремикс) (Wizkid и Ејкон)                           | 2011   | —        | —        | —        | Није ни на једном албуму |
| "Dami Duro" (ремикс) (Davido и Ејкон)                            | 2011   | —        | —        | —        | Није ни на једном албуму |
| "The Biggest Mistake" (ремикс) (The Secret State, Ејкон и B.o.B) | 2013   | —        | —        | —        | Није ни на једном албуму |
| "Better" (Niko the Kid)                                          | 2015   | —        | —        | —        | Није ни на једном албуму |
| "Hustle" (May D, Ејкон и Davido )                                | 2016   | —        | —        | —        | Није ни на једном албуму |

## Остале песме
| Назив                                           | Година | Позиција | Позиција | Позиција | Позиција | Позиција | Позиција | Позиција | Позиција | Албум                     |
| Назив                                           | Година | САД      | САД R&B  | АУС      | КАН      | ФРА      | НЕМ      | НОР      | УК       | Албум                     |
| ----------------------------------------------- | ------ | -------- | -------- | -------- | -------- | -------- | -------- | -------- | -------- | ------------------------- |
| "Slow Wind" (ремикс) (Р. Кели, Шон Пол и Ејкон) | 2005   | —        | 91       | —        | —        | —        | —        | —        | —        | Remix City, Volume 1      |
| "Boss' Life" (Снуп Дог и Ејкон)                 | 2007   | —        | —        | —        | —        | —        | —        | —        | —        | Tha Blue Carpet Treatment |
| "Keep You Much Longer"                          | 2008   | —        | —        | —        | —        | —        | —        | —        | —        | Freedom                   |
| "Like I Never Left" (Витни Хјустон и Ејкон)     | 2009   | —        | —        | —        | —        | —        | —        | —        | —        | I Look to You             |
| "Crank It Up" (Дејвид Гета и Ејкон)             | 2011   | —        | —        | 49       | 50       | 64       | 43       | —        | 96       | Nothing but the Beat      |
| "Everybody Fucks" (Pitbull, Ејкон и David Rush) | 2012   | —        | —        | —        | —        | —        | —        | 19       | —        | Global Warming            |
| "Let It Go" (Виз Калифа и Ејкон)                | 2012   | 87       | 25       | —        | 91       | —        | —        | —        | —        | O.N.I.F.C.                |
| "Came to Do" (Крис Браун и Ејкон)               | 2014   | —        | 52       | —        | —        | 174      | —        | —        | 105      | X                         |
| "Unsterblichkeit" (Bushido и Ејкон)             | 2018   | —        | —        | —        | —        | —        | 95       | —        | —        | Mythos                    |

## Као гостујући музичар
| Назив                             | Година | Други музичар(и)                                                        | Албум                                    |
| --------------------------------- | ------ | ----------------------------------------------------------------------- | ---------------------------------------- |
| "Fu-Gee-La" (Sly & Robbie микс)   | 1996   | Fugees, Sly & Robbie                                                    | The Score                                |
| "Block to Block"                  | 2001   | Rasheeda                                                                | Dirty South                              |
| "Make It Hot"                     | 2001   | Rasheeda                                                                | Dirty South                              |
| "Lil' Buddy"                      | 2001   | Que'Bo Gold, Polo, Rasheeda                                             | Red Clay                                 |
| "This Boy Here"                   | 2001   | Que'Bo Gold                                                             | Red Clay                                 |
| "Sit Down Somewhere"              | 2001   | Que'Bo Gold, ReRe                                                       | Red Clay                                 |
| "This Boy Here"                   | 2001   | Don Yute                                                                | Adrenalin                                |
| "Watcha Gonna Do?"                | 2005   | Brian McKnight, Juvenile, Skip                                          | Gemini                                   |
| "No Way Jose"                     | 2005   | Baby Bash                                                               | Super Saucy                              |
| "Rebel Musik"                     | 2005   | Monsieur R                                                              | Politikment Incorrekt                    |
| "So Fly"                          | 2005   | Није ни на једном албуму                                                | The Longest Yard                         |
| "Stay Down"                       | 2005   | Flashy                                                                  | Vol. 4: The Redemption                   |
| "Mr. Martin"                      | 2005   | Pras                                                                    | Win Lose or Draw                         |
| "Miss Melody"                     | 2005   | Miri Ben-Ari                                                            | The Hip-Hop Violinist                    |
| "U Got Me"                        | 2005   | T-Pain                                                                  | Rappa Ternt Sanga                        |
| "Ur Not the Same"                 | 2005   | T-Pain                                                                  | Rappa Ternt Sanga                        |
| "Presidential" (Tha Remix)        | 2005   | YoungBloodZ                                                             | Ev'rybody Know Me                        |
| "Hustler's Story"                 | 2005   | Biggie Smalls, Scarface, Big Gee                                        | Duets: The Final Chapter                 |
| "Gun in Hand"                     | 2006   | Booba                                                                   | Ouest Side                               |
| "Ghetto Soldier"                  | 2006   | Papoose                                                                 | The 1.5 Million Dollar Man               |
| "Cross That Line"                 | 2006   | Рик Рос                                                                 | Port of Miami                            |
| "Sweet Sweet Sweet (06 Akon Mix)" | 2006   | Dreams Come True                                                        | Није ни на једном албуму                 |
| "Ghetto Story Chapter 3"          | 2006   | Cham                                                                    | Ghetto Story                             |
| "Boss' Life"                      | 2006   | Снуп Дог                                                                | Tha Blue Carpet Treatment                |
| "Keep on Callin'"                 | 2007   | Joell Ortiz                                                             | The Brick: Bodega Chronicles             |
| "Never Forget Me"                 | 2007   | Bone Thugs-n-Harmony                                                    | Strength & Loyalty                       |
| "Bring It On"                     | 2007   | Daddy Yankee                                                            | El Cartel: The Big Boss                  |
| "Change Up"                       | 2007   | Fabolous                                                                | From Nothin' to Somethin'                |
| "Got My Eyes on You"              | 2007   | Styles P                                                                | Super Gangster (Extraordinary Gentleman) |
| "Some More"                       | 2008   | Keith Sweat                                                             | Just Me                                  |
| "Put It on My Tab"                | 2008   | New Kids on the Block                                                   | The Block                                |
| "Come on In"                      | 2008   | Sean Garrett, Plies                                                     | Turbo 919                                |
| "It Ain't Me"                     | 2008   | T-Pain, T.I.                                                            | Three Ringz                              |
| "Change"                          | 2008   | T-Pain, Sean Combs, Mary J. Blige                                       | Three Ringz                              |
| "Arab Money" (ремикс)             | 2008   | Баста Рајмс, Лил Вејн, Diddy, T-Pain, Ron Browz, Swizz Beatz            | Није ни на једном албуму                 |
| "Hard as Hell"                    | 2009   | UGK                                                                     | UGK 4 Life                               |
| "Don't Believe Em"                | 2009   | Баста Рајмс, T.I.                                                       | Back on My B.S.                          |
| "Be with You"                     | 2009   | Will Pan                                                                | 007                                      |
| "Makin' Me Wanna"                 | 2009   | Р. Кели                                                                 | The "Demo" Tape                          |
| "Like I Never Left"               | 2009   | Whitney Houston                                                         | I Look to You                            |
| "Click Clack"                     | 2009   | Mack 10, Red Café                                                       | Soft White                               |
| "Ella Me Llama" (Remix)           | 2009   | Wisin & Yandel                                                          | La Revolucion#La Revolución              |
| "Street Riders"                   | 2010   | Гејм, Нас                                                               | Brake Lights                             |
| "One Day at a Time"               | 2010   | Енрике Иглесијас                                                        | Euphoria                                 |
| "Celebrity"                       | 2010   | Lloyd Banks                                                             | H.F.M. 2 (The Hunger for More 2)         |
| "Magnetic"                        | 2010   | Audio                                                                   | Није ни на једном албуму                 |
| "Lunatic"                         | 2010   | Booba                                                                   | Lunatic                                  |
| "MP3"                             | 2011   | K. Michelle                                                             | Signed, Sealed, Delivered                |
| "Mr. Right Now"                   | 2011   | Pitbull, DJ Frank E                                                     | Planet Pit                               |
| "My Life"                         | 2011   | DJ Khaled, B.o.B                                                        | We the Best Forever                      |
| "Crank It Up"                     | 2011   | Дејвид Гета                                                             | Nothing but the Beat                     |
| "Chammak Challo"                  | 2011   | Hamsika Iyer                                                            | Ra.One                                   |
| "Criminal"                        | 2011   | Vishal Dadlani, Shruti Pathak                                           | Ra.One                                   |
| "Lock Down"                       | 2011   | DJ Drama, Ya Boy                                                        | Third Power                              |
| "Keep It 100"                     | 2012   | Verse Simmonds                                                          | Sex, Love & Hip-Hop                      |
| "Crazy Bitch"                     | 2012   | Rye Rye                                                                 | Go! Pop! Bang!                           |
| "That's All I Know"               | 2012   | Beanie Sigel                                                            | This Time                                |
| "Everybody Fucks"                 | 2012   | Pitbull, David Rush                                                     | Global Warming                           |
| "Let It Go"                       | 2012   | Виз Калифа                                                              | O.N.I.F.C.                               |
| "Wonderful Life"                  | 2012   | T.I.                                                                    | Trouble Man: Heavy Is the Head           |
| "Tired of Running"                | 2013   | Snoop Lion                                                              | Reincarnated                             |
| "Rise Up"                         | 2013   | Mavado, Рик Рос                                                         | Није ни на једном албуму                 |
| "Around My Way"                   | 2013   | Young Cash                                                              | Win or Die                               |
| "Recognize"                       | 2013   | Гучи Мејн, Young Scooter                                                | Diary of a Trap God                      |
| "Never Surrender"                 | 2013   | DJ Khaled, Anthony Hamilton, Jadakiss, John Legend, Meek Mill, Scarface | Suffering from Success                   |
| "Do It for the Hood 2"            | 2014   | Red Cafe, Planet VI, Maino                                              | American Psycho II                       |
| "Welcome to the Life"             | 2014   | Tamer Hosny                                                             | 180                                      |
| "Been Getting Money"              | 2014   | Young Jeezy                                                             | Seen It All: The Autobiography           |
| "Came to Do"                      | 2014   | Крис Браун                                                              | X                                        |
| "For You"                         | 2014   | Wizkid                                                                  | Ayo                                      |
| "Live By the Gun"                 | 2015   | R. City                                                                 | What Dreams Are Made Of                  |
| "Comfortable (ремикс)"            | 2015   | K Camp, Фифти Сент                                                      | You Welcome                              |
| "Y.O. (Youth Offenders)"          | 2015   | Jadakiss                                                                | Top 5 Dead or Alive                      |
| "Rewind"                          | 2015   | Kid Ink                                                                 | Summer in the Winter                     |
| "Feeling That Nigga (ремикс)      | 2015   | D'Banj                                                                  | Није ни на једном албуму                 |
| "My Conclusion"                   | 2015   | Buju Banton, Stephen Marley                                             | Није ни на једном албуму                 |
| "Left 2 Right"                    | 2015   | Xav                                                                     | Није ни на једном албуму                 |
| "Killaz & Drug Dillaz"            | 2015   | Solo Lucci                                                              | Није ни на једном албуму                 |
| "Can't Stop"                      | 2015   | OG Boo Dirty                                                            | Није ни на једном албуму                 |
| "Cucumber"                        | 2015   | B-Red                                                                   | Није ни на једном албуму                 |
| "Hustler's Ambition"              | 2015   | Monica                                                                  | Code Red                                 |
| "No Matter What"                  | 2015   | N&H                                                                     | Није ни на једном албуму                 |
| "Frosh"                           | 2015   | D'banj                                                                  | Није ни на једном албуму                 |
| "Heatwave"                        | 2015   | Робин Шулц                                                              | Sugar                                    |
| "Keep Up"                         | 2016   | Don Yute, Spragga Benz                                                  | Није ни на једном албуму                 |
| "Rhythm of the Drum"              | 2016   | Ty Dolla Sign                                                           | Није ни на једном албуму                 |
| "Hustlers Ambition" (ремикс)      | 2016   | Monica, Jeezy                                                           | Code Red                                 |
| "Song Daan"                       | 2016   | Youssou N'Dour                                                          | #Senegaal Rek                            |
| "Conquer The World"               | 2016   | Youssou N'Dour                                                          | #Senegaal Rek                            |
| "Picky" (ремикс)                  | 2016   | Joey Montana, Mohombi                                                   | Није ни на једном албуму                 |
| "El Duro"                         | 2016   | Omga                                                                    | Није ни на једном албуму                 |
| "Chillin"                         | 2016   | Davido, Runtown                                                         | Није ни на једном албуму                 |
| "Please Don't Go Away"            | 2016   | Mayunga                                                                 | Није ни на једном албуму                 |
| "Ice Game"                        | 2016   | Young Scooter                                                           | Street Lottery 3                         |
| "SOS"                             | 2016   | Sosay Adonis                                                            | Bottom of the 5th                        |
| "At Night"                        | 2016   | Flo Rida, Liz Elaias                                                    | TBA                                      |
| "Had It Hard"                     | 2016   | DJ Funky, DJ Buu, Waka Flocka Flame                                     | For Smokers Only                         |
| "Should I Move"                   | 2016   | The Lonely Island                                                       | Popstar: Never Stop Never Stopping       |
| "Conquer the World"               | 2016   | Youssou N'Dour                                                          | Africa Rekk                              |
| "Fallen Stars"                    | 2016   | dB Fre$h, Devan Davone                                                  | TBA                                      |
| "Celebration"                     | 2016   | Young Greatness                                                         | Није ни на једном албуму                 |
| "Give It Back"                    | 2016   | Kevin Hart                                                              | Kevin Hart: What Now?                    |
| "Make The Fucking World Bounce"   | 2016   | Da Illest, will.i.am                                                    |                                          |
| "No Time"                         | 2016   | Money Man                                                               |                                          |
| "Hustle"                          | 2016   | May D, Davido                                                           |                                          |
| "Moon Walk"                       | 2016   | Гучи Мејн, Крис Браун                                                   |                                          |
| "Money Made Me Do It"             | 2016   | King B, OG Boo Dirty                                                    |                                          |
| "Bedroom"                         | 2016   | P Square                                                                |                                          |
| "End It All" (ремикс)             | 2016   | Xav                                                                     |                                          |
| "Holy Ghost Fire"                 | 2017   | Flex                                                                    |                                          |
| "Yes"                             | 2017   | Sam Feldt                                                               |                                          |
| "11:11 (Part 2)"                  | 2017   | Huey Mack                                                               |                                          |
| "No Wahala"                       | 2017   | Demarco, Runtown                                                        |                                          |
| "Nobody"                          | 2017   | OG Boo Dirty                                                            |                                          |
| "Relax"                           | 2017   | Fergie, A$AP Rocky                                                      |                                          |
| "City Life"                       | 2017   | Isaac James, Дејвид Гета                                                |                                          |
| "I'm On It"                       | 2017   | Roy Demeo, Young Thug                                                   |                                          |
| "In My Feelings" (Remix)          | 2017   | Verse Simmonds, Pitbull, Ayo Jay                                        |                                          |
| "Ride Daddy"                      | 2017   | DJ Whoo Kid, O.T. Genasis                                               |                                          |
| "Mr Mechanic"                     | 2018   | 2C                                                                      |                                          |
| "Skelebe"                         | 2018   | Samklef                                                                 |                                          |
| "Time Or Money" (ремикс)          | 2018   | 2C                                                                      |                                          |
| "Let Me Hear You Calling"         | 2018   | Gold 1                                                                  |                                          |

## Спотови

### Као главни извођач
| Назив                                            | Година | Режисер(и)     |
| ------------------------------------------------ | ------ | -------------- |
| "Operations of Nature"                           | 1996   |                |
| "Locked Up"                                      | 2004   | Кај Крафорд    |
| "Locked Up" (ремикс) (Styles P)                  | 2004   | Кај Крафорд    |
| "Ghetto"                                         | 2004   | Little X       |
| "Lonely"                                         | 2005   | Гил Грин       |
| "Belly Dancer (Bananza)"                         | 2005   | Ерик Вајт      |
| "Pot of Gold"                                    | 2005   | Гилр Грин      |
| "Smack That" (Еминем)                            | 2006   | Бени Бум       |
| "I Wanna Love You" (Снуп Дог)                    | 2006   | Бени Бум       |
| "Don't Matter"                                   | 2007   | Гил Грин       |
| "Sorry, Blame It on Me"                          | 2007   | Крис Робинсон  |
| "I Can't Wait" (T-Pain)                          | 2008   | Брајан Барбер  |
| "Right Now (Na Na Na)"                           | 2008   | Ентони Мадлер  |
| "I'm So Paid" (Лил Вејн и Young Jeezy)           | 2008   | Гил Грин       |
| "Beautiful" (Colby O'Donis и Kardinal Offishall) | 2009   | Гил Грин       |
| "We Don't Care"                                  | 2009   | Гил Грин       |
| "Oh Africa" (Кери Хилсон)                        | 2010   | Гил Грин       |
| "Hold My Hand" (Мајкл Џексон)                    | 2010   | Марк Пелингтон |
| "Hurt Somebody" (Френч Монтана)                  | 2012   | Гирл Грин      |
| "So Blue"                                        | 2013   | Роби Старбак   |